# Unglued
Unglued (in inglese "scollato") è una delle espansioni comiche di Magic: l'Adunanza. È composta ufficialmente da 94 carte. Il simbolo dell'espansione è un uovo rotto a metà.
A causa delle regole assurde proposte dalle carte (ad esempio "Questa creatura prende +1/+0 se sei il più alto tra i giocatori") esse sono bandite dai tornei ufficiali (ad eccezione delle terre comuni, molto ricercate tra i collezionisti per il "valore estetico").